# Championnat de Belgique féminin de football 1989-1990
 (novembre 2024).
Si vous disposez d'ouvrages ou d'articles de référence ou si vous connaissez des sites web de qualité traitant du thème abordé ici, merci de compléter l'article en donnant les références utiles à sa vérifiabilité et en les liant à la section « Notes et références ».
Navigation
Saison précédente Saison suivante
Le championnat de Belgique féminin de football 1989-1990 est la 19e édition du championnat de première division belge de football féminin. Il se dispute lors de la saison 1989-1990. 
Ce championnat est disputé par quatorze équipes. Il est remporté par le Standard Fémina de Liège dont c'est le 9e titre.

## Classement
| Rang | Équipe                      | Pts | J  | G  | N | P  | Bp | Bc  | Diff |
| ---- | --------------------------- | --- | -- | -- | - | -- | -- | --- | ---- |
| 1    | Standard Fémina de Liège    | 47  | 26 | 22 | 3 | 1  | 90 | 13  | +77  |
| 2    | Brussel Dames 71            | 43  | 26 | 19 | 5 | 2  | 81 | 18  | +63  |
| 3    | RWD Herentals               | 38  | 26 | 17 | 4 | 5  | 63 | 37  | +26  |
| 4    | DVC Kuurne                  | 33  | 26 | 15 | 3 | 8  | 69 | 38  | +31  |
| 5    | Herk Sport                  | 33  | 26 | 13 | 7 | 6  | 56 | 23  | +33  |
| 6    | Eva's Kumtich               | 28  | 26 | 11 | 6 | 9  | 47 | 38  | +9   |
| 7    | Kamillekes Alost            | 26  | 26 | 11 | 4 | 11 | 44 | 54  | -10  |
| 8    | KSV Cercle Bruges           | 25  | 26 | 11 | 3 | 12 | 55 | 55  | 0    |
| 9    | Elen Standard               | 23  | 26 | 9  | 5 | 12 | 57 | 53  | +4   |
| 10   | Astrio Begijnendijk         | 22  | 26 | 8  | 6 | 12 | 39 | 42  | -3   |
| 11   | DVK Gand                    | 18  | 26 | 7  | 4 | 15 | 31 | 60  | -29  |
| 12   | Royale Union Saint-Gilloise | 16  | 26 | 7  | 2 | 17 | 38 | 60  | -22  |
| 13   | Dames Beerse                | 11  | 26 | 5  | 1 | 20 | 23 | 88  | -65  |
| 14   | VC Terheide                 | 1   | 26 | 0  | 1 | 25 | 10 | 124 | -114 |